# 1716 au Canada
Pour un article plus général, voir Chronologie du Canada.
Cet article traite des événements qui se sont produits durant l'année 1716 au Canada.

## Événements

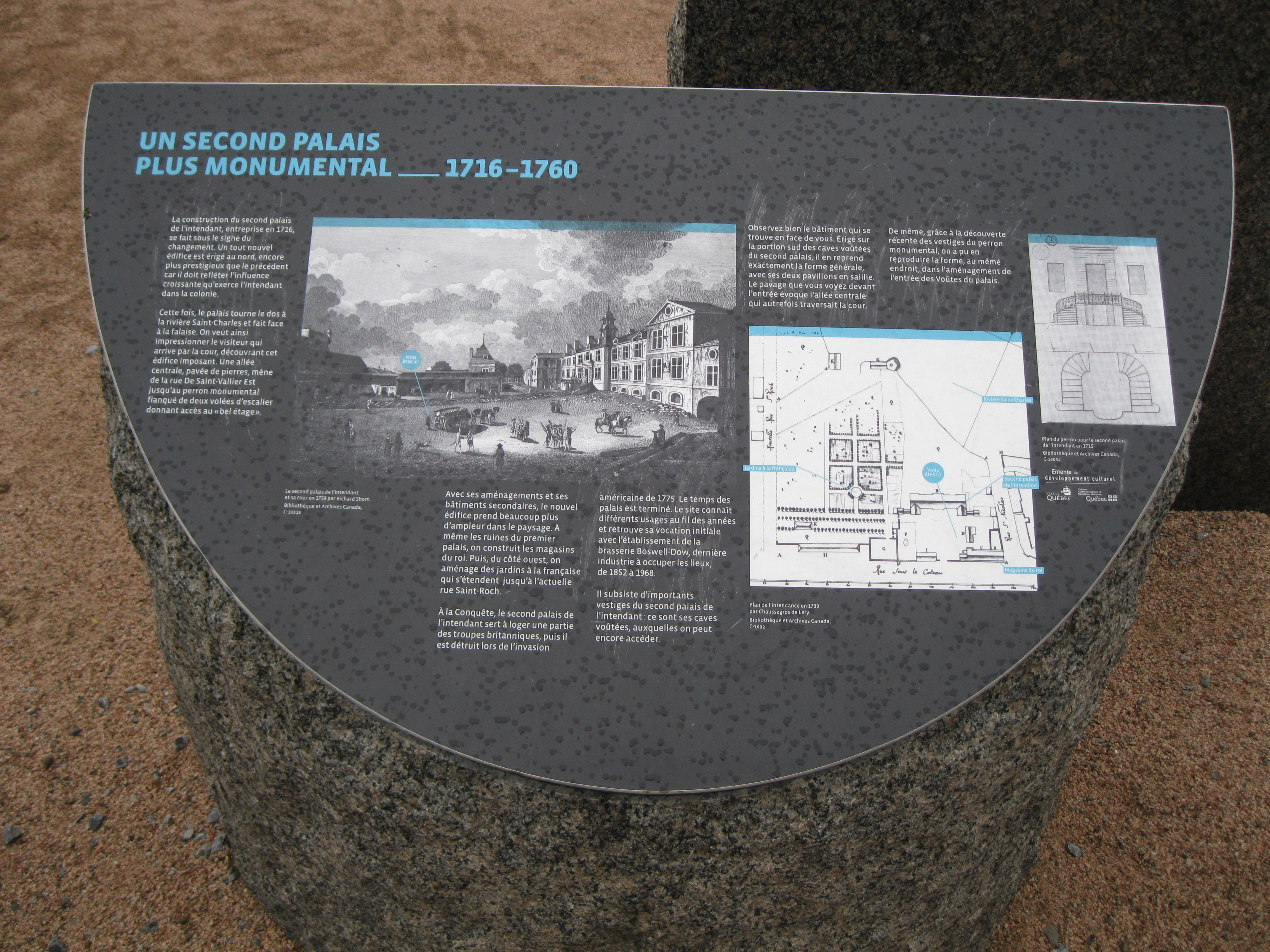
Deuxième palais de l'intendant

- 1er mai : les Français commandés par Louvigny, partent de Montréal avec 225 soldats et miliciens ainsi que plusieurs Amérindiens. En Juin-juillet, ils attaquent les Renards dans leur territoire du Wisconsin et obtiennent une capitulation à la Butte des Morts[1].
- Retour de Philippe de Rigaud de Vaudreuil qui reprend son poste de gouverneur de la Nouvelle-France.
- Après plusieurs déplacements, le village iroquois de Kahnawake s'établit à son site actuel au sud de Montréal.
- Construction d'un nouveau palais pour l'Intendant de la Nouvelle-France.

## Naissance
- 6 mars : Pehr Kalm, voyageur et botaniste qui fit plusieurs observations en Nouvelle-France († 16 novembre 1779).
- 16 novembre : François-Marie Picoté, militaire († 30 mars 1793).
- François Charles de Bourlamaque, général français († 24 juin 1764).
- Benoni Danks, Militaire et politicien en Nouvelle-Écosse († 1776).

## Décès
- 26 mars : Gilles Masson, pionnier et seigneur (° 1630).
- 21 avril : Louis-Armand de Lom d'Arce, voyageur et écrivain (° 9 juin 1666).
- 28 septembre : Olivier Morel de La Durantaye, militaire (° 17 février 1640).
- Guillaume Blanchard, pionnier en Acadie (° 1650).